# Daniel Handler
Daniel Handler (ur. 28 lutego 1970 w San Francisco) – amerykański pisarz, scenarzysta i akordeonista, szerzej znany jest pod pseudonimem Lemony Snicket, którym podpisał swój cykl książek dla dzieci i młodzieży pt. Seria niefortunnych zdarzeń oraz jej prequel pt. Seria niewłaściwych pytań,, a także kilka innych książek z tego uniwersum.
Handler napisał scenariusz do kilku odcinków serialu Seria niefortunnych zdarzeń, od 2017 roku dostępnego na platformie Netflix.

## Życie prywatne
Daniel Handler urodził się 28 lutego 1970 roku w San Francisco w Kalifornii. Jest synem Sandry Handler (z domu Walpole), emerytowanej dziekan City College of San Francisco i Louisa Handlera, księgowego. Ma także młodszą siostrę, Rebeccę.
Już we wczesnych latach Handler wykazywał zainteresowanie literaturą. Nie przepadał za szczęśliwymi zakończeniami i gustował w utworach o mrocznym charakterze. Jego ulubionym pisarzem był William Maxwell.
Handler jest absolwentem Lowell High School w San Francisco. Studia podjął na Wesleyan University w Middletown w stanie Connecticut. Wtedy też zaczął pisać poezję. W 1992 roku za swoją twórczość otrzymał nagrodę Connecticut Student Poet Prize. W tym samym roku zakończył studia.
Pierwsza powieść Handlera pt. The Basic Eight ukazała się w 1999 roku nakładem oficyny Thomas Dunne Books. Podczas gromadzenia materiałów do książki pisarz przyjął pseudonim i nawiązał kontakt ze skrajnie prawicowymi organizacjami. Chcąc zachować anonimowość w rozmowach z ich przedstawicielami, przedstawiał się jako „Lemony Snicket”. Początkowo wykorzystywał pseudonim w żartobliwych sytuacjach, później jednak zaczął podpisywać nim cykl książek dla dzieci i młodzieży pt. Seria niefortunnych zdarzeń.
Żona Handlera, Lisa Brown, jest ilustratorką; poznał ją podczas studiów. W 2003 roku urodził się ich syn, Otto Handler. Rodzina zamieszkuje edwardiański dom w San Francisco.

## Publikacje
Większość utworów Handler wydał pod pseudonimem „Lemony Snicket”, którym opatrzone są powieści z uniwersum cyklu pt. Seria niefortunnych zdarzeń. Książki ukazywały się w Stanach Zjednoczonych w latach 1999–2006, na cykl składa się trzynaście tytułów. W Polsce wydania powieści Snicketa podjęło się wydawnictwo Egmont. Książki ukazywały się w latach 2002–2007. W 2004 roku opublikowano książkę pt. Lemony Snicket: nieautoryzowana autobiografia, a w 2014 opublikowano pierwszy tom oddzielnego cyklu autora, Serii niewłaściwych pytań, pt. Kto to być może o tej porze?. Pozostałe powieści z uniwersum nie zostały wydane w Polsce.
Pod własnym nazwiskiem Handler wydał osiem książek. Tylko jedna z nich, pt. Natychmiast, mocno, naprawdę, ukazała się w Polsce, nakładem wydawnictwa Świat Książki w 2008 roku. Pozostałe dzieła Handlera to:
- The Basic Eight (1999)[5]
- Watch Your Mouth (2000)[15]
- How to Dress for Every Occasion by the Pope (2005)[16]
- Adverbs (2006)[17]
- Why We Broke Up (2011)[18]
- We Are Pirates (2015)[19]
- All the Dirty Parts (2017)[20]
- Bottle Grove (2019)[21]